# جوان هوارد
جوان هوارد (بالإنجليزية: Juwan Howard)‏ مواليد 7 فبراير 1973، هو لاعب كرة سلة أمريكي سابق بدأ مسيرته الاحترافية في سنة 1994 يلعب مع فريق ميامي هيت في الرابطة الوطنية لكرة السلة. يبلغ طوله 6 قدم 10 بوصة (2.1 م). اعتزل اللعب في 2013.

## فرق لعب لها
- واشنطن ويزاردز
- دالاس مافيريكس
- دنفر ناغتس
- هيوستن روكتس
- دالاس مافيريكس
- دنفر ناغتس
- شارلوت هورنتس
- بورتلاند ترايل بلايزرز
- ميامي هيت

## روابط خارجية
- جوان هوارد على موقع IMDb (الإنجليزية)
- جوان هوارد على موقع قاعدة بيانات الفيلم (الإنجليزية)
- جوان هوارد على موقع إن بي أي (الإنجليزية)
- جوان هوارد على موقع سبورتس رفرنس (الإنجليزية)
- جوان هوارد على موقع كرة السلة الأوروبية.كوم (الإنجليزية)
- جوان هوارد على موقع إي إس بي إن.كوم (الإنجليزية)
- جوان هوارد على موقع كلية كرة السلة في سبورتس رفرنس.كوم (الإنجليزية)
- جوان هوارد على موقع ريلجم (الإنجليزية)
- جوان هوارد على موقع بروبوليرز (الإنجليزية)
- جوان هوارد على موقع سبورتس رفرنس (الإنجليزية)
- جوان هوارد على موقع كلية كرة السلة في سبورتس رفرنس.كوم (الإنجليزية)